# Bruce Fraser
Bruce Fraser (né le 5 février 1888 et mort le 12 février 1981), est un amiral de la flotte (Admiral of the Fleet) de la Royal Navy.

## Biographie
Il s'engage dans la Royal Navy en septembre 1902 en tant que cadet et est affecté sur le navire d'entraînement HMS Britannia. Le 15 janvier 1904, il est promu au grade de garde-marine (midshipman) et est affecté sur le navire HMS Hannibal de la Channel Fleet.
En 1905, il est transféré sur le HMS Prince George et est promu au rang de sous-lieutenant le 15 mars 1907. Un an plus tard, il est promu au rang de lieutenant.
Pendant la Première Guerre mondiale, il participe à la bataille des Dardanelles à bord initialement du HMS Minerva. Promu au rang de lieutenant-commandant le 15 mars 1916, il est affecté sur le cuirassé HMS Resolution en tant qu'officier d'artillerie. Il participe ensuite à l'internement de la Hochseeflotte à Scapa Flow à la fin de la guerre.
Fraser est promu au rang de commandant le 30 juin 1919 et devient membre de l'Ordre de l'Empire britannique le 17 juillet 1919.
Promu au rang de contre-amiral le 11 janvier 1938, il devient Chief of staff de la Mediterranean Fleet en avril 1938 et devient membre de l'Ordre du Bain en 1939.

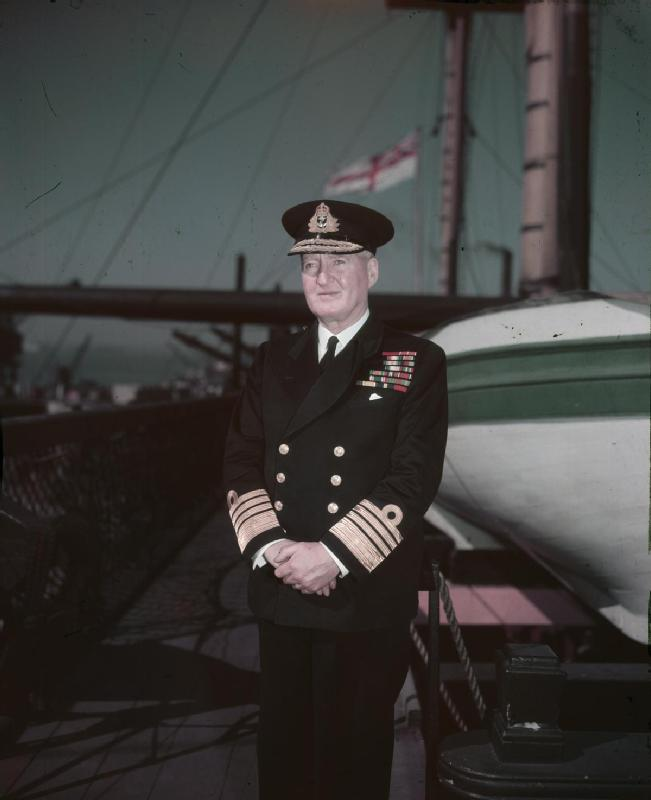
Pendant la Seconde Guerre mondiale, l’amiral Bruce Fraser sur le pont d'un navire.

Pendant la Seconde Guerre mondiale, il est désigné Third Sea Lord et est promu au rang de vice-amiral le 8 mai 1940.
Fraser est désigné commandant en chef de la Home Fleet et devient amiral le 7 février 1944, prenant le commandement de l'Eastern Fleet en août 1944 puis de la British Pacific Fleet en décembre 1944 sur le théâtre du Pacifique, où il participera notamment à la bataille d'Okinawa.
Il est l'un des signataires des actes de capitulation du Japon dans la baie de Tokyo le 2 septembre 1945.
Le 7 février 1948, il est promu au rang d'Admiral of the Fleet et participe à l'établissement de l'OTAN et s'accorde pour dire que le commandant en chef du commandement allié Atlantique doit être un amiral américain.
En 1951, trois ans plus tard, il prend sa retraite. Il meurt le 12 février 1981, à l'âge de 93 ans, à Londres.